# 莱翁迈基国家公园
莱翁迈基国家公园（芬蘭語：Leivonmäen kansallispuisto）是芬兰的一座国家公园，位于芬兰中芬兰区的约察市镇内。国家公园成立于2003年，面积为30平方公里。
国家公园内的典型地貌为沼泽、湖岸以及蛇形丘上的森林。

## 图集

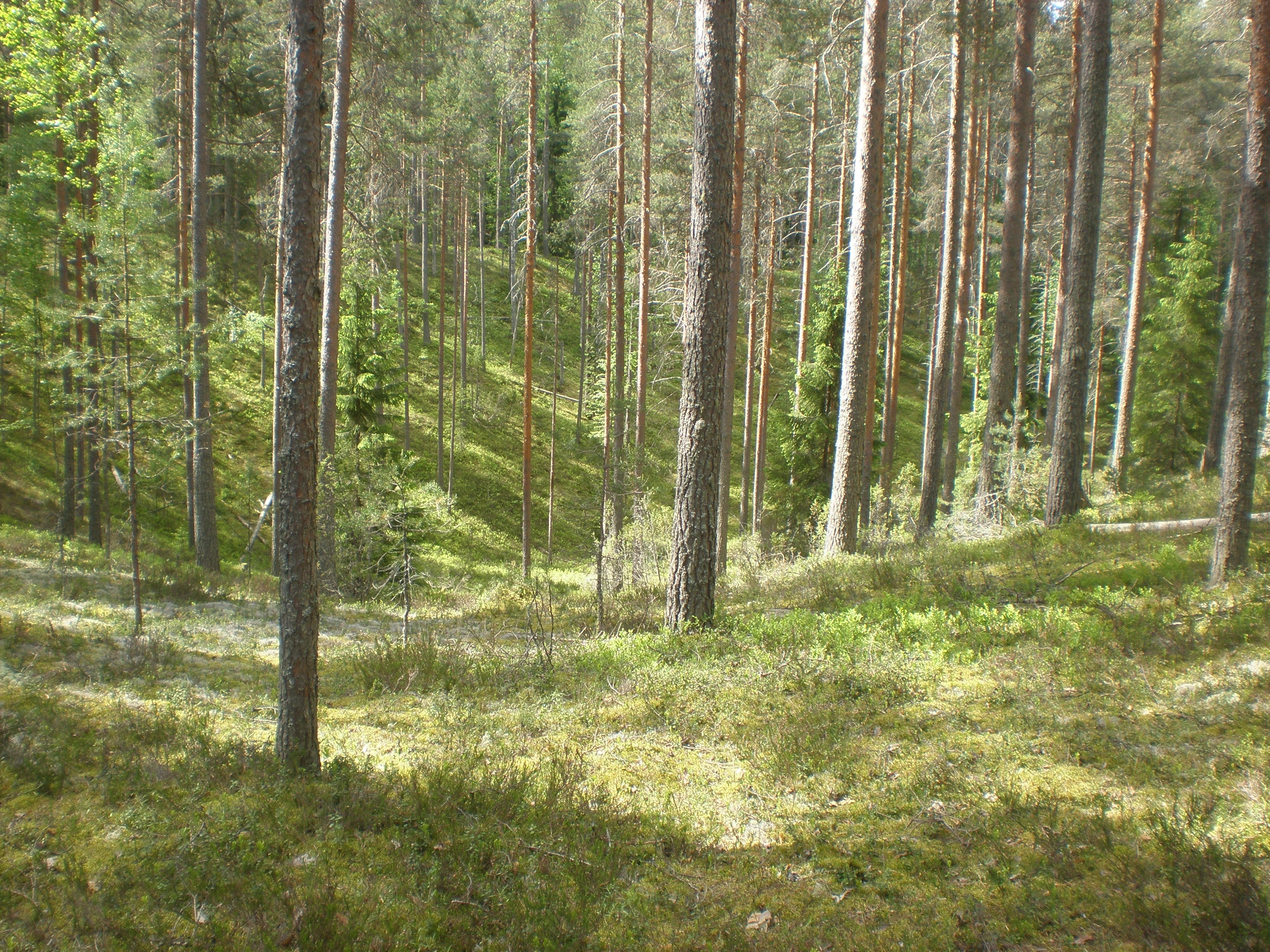
国家公园内的森林
国家公园内的森林
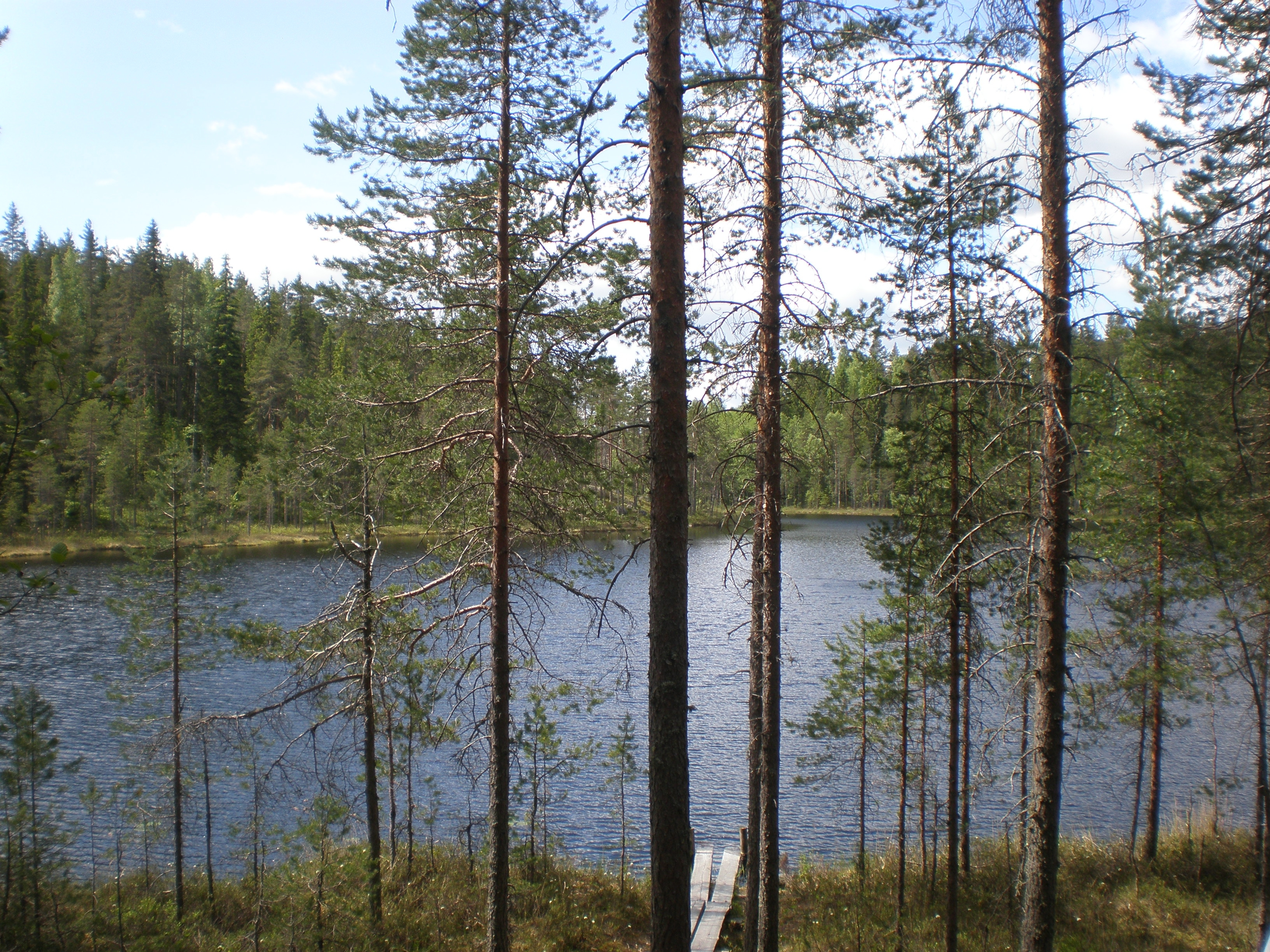
国家公园内的湖泊
国家公园内的湖泊